# Mekotnjak
Mekotnjak je naselje u slovenskoj Općini Ljutomeru. Mekotnjak se nalazi u pokrajini Štajerskoj i statističkoj regiji Pomurju. 

## Stanovništvo
Prema popisu stanovništva iz 2002. godine naselje je imalo 204 stanovnika.